# Junta de Coordenação Revolucionária
A Junta de Coordenação Revolucionária (JCR) era uma organização internacionalista sul-americana cujo objetivo era colaborar entre diferentes organizações guerrilheiras da ideologia comunista da Argentina, Chile, Uruguai e Bolívia. Era formado pelo PRT-ERP (Argentina), Movimento de Libertação Nacional - Tupamaros (Uruguai), Movimento de Esquerda Revolucionária (MIR) e Exército de Libertação Nacional (Bolívia).
Em 1966, Che Guevara havia insistido na "necessidade de estabelecer juntas de coordenação entre todas as organizações armadas revolucionárias da América Latina para se opor ao imperialismo". Nessa linha, no ano seguinte, por iniciativa de Salvador Allende, foi constituída a Organização Latino-Americana de Solidariedade, cujo objetivo seria expandir a revolução socialista na América Latina por meio da luta armada e da guerra de guerrilhas. Porém, a morte de Che Guevara impossibilitou o cumprimento do objetivo traçado.
Em 1968, reuniões esporádicas e colaborativas eram realizadas entre os movimentos guerrilheiros assentados no Cone Sul da América Latina. Em 1971, uma delegação do PRT chefiada por Roberto Santucho viajou a Cuba, onde estreitaria seus contatos com os Tupamaros. Em Cuba, retoma-se a concepção de fazer uma organização supranacional com o objetivo de coordenar ações revolucionárias a exemplo de Che Guevara e da doutrina do foquismo, que queria converter a Cordilheira dos Andes na Sierra Maestra para o desenvolvimento de um possível revolução a nível latino-americano.
Em 1972 nasceu em Santiago do Chile a reunião de fundação da Junta de Coordenação Revolucionária. Depois do golpe de estado perpetrado por Pinochet, a sede do JCR iria para Buenos Aires. Em 1974, o JCR oficializou sua existência. Para 1975, o JCR realizou a sua primeira conferência pública em Portugal anunciando a abertura das sedes em Lisboa e Paris, estabelecendo também laços com a ETA, Brigadas Vermelhas, IRA (Irlanda) e Baader Meinhof.
O JCR teria laços estreitos com Cuba, que fornecia treinamento e armas. O lançamento da Operação Condor acabou com o JCR.